# زاو مينت مونغ
زاو مينت مونغ (البورمية: ဇော်မြင့်မောင်؛ 11 ديسمبر 1951 - 7 أكتوبر 2024) هو طبيب وزعيم وسجين سياسي بورمي، انتخاب عضوًا في البرلمان عن بلدة أمارابورا في برلمان منطقة ماندالاي، تم تعيينه رئيسًا لوزراء منطقة ماندالاي شغل منصب رئيس وزراء منطقة ماندالاي حتى تم اعتقاله في انقلاب ميانمار عام 2021. اتُهم الدكتور زاو مينت مونج إلى جانب قادة آخرين في الرابطة الوطنية من أجل الديمقراطية بالتستر على الإبادة الجماعية بحق مسلمي الروهينجا في أراكان. ثم كانت هناك اتهامات بالفساد في عهده، في أعقاب انقلاب ميانمار 2021 في 1 فبراير، اعتقلت القوات المسلحة الميانمارية زاو مينت مونغ. اتهمته السلطات بالفساد والتحريض وتزوير الانتخابات وانتهاك قيود فيروس كورونا. تم سجن زاو مينت مونغ، الذي تم تشخيص إصابته بسرطان الدم في عام 2019، في سجن أوبو في ماندالاي. تمت محاكمته من قبل جيش الانقلاب عام 2021، ويقضي عقوبة السجن لمدة 29 عامًا بعد إدانته في محكمة مغلقة في عامي 2021 و2022، وهي التهم مماثلة لتلك الموجهة ضد أعضاء آخرين في الرابطة الوطنية من أجل الديمقراطية، بما في ذلك زعيمة أون سان سو تشي، تفاقمت حالته الصحية بسبب المرض وظروف السجن والأزمة السياسية.

## وفاته
توفي مونغ في 7 أكتوبر 2024 بسرطان الدم في مستشفى ماندالاي العام عن عمر يناهز 72 عامًا. في 6 أكتوبر 2024 قبل يوم واحد من وفاته، صدر بيان أعلن فيه المجلس العسكري قد منح عفوًا كاملاً عن جميع التهم التي سُجن بسببها. في صباح يوم 8 أكتوبر 2024، الساعة 10 صباحًا، نُقل جثمان زاو مينت مونغ من منزله في بلدة بيجيداجون، ماندالاي، إلى مقبرة تونغ إن ميونغ إن . لدفنه حيث انضم عشرات الآلاف من السكان المحليين، إلى موكب الجنازة. قيد المجلس العسكري الوصول إلى المقبرة، وسمح فقط لأفراد الأسرة والأقارب بالدخول. يُذكر أن جنازة زاو مينت مونج كانت الأكثر أهمية وازدحامًا في ماندالاي، بعد الجنازة الكبيرة للمغني والراقص البورمي شوي مان تين مونغ.